# Linha d'Água
Linha D'Água é uma revista brasileira da área de letras e linguística. Criada em 1980 pela Associação de Professores de Língua e Literatura, teve um papel importante nos debates na área de letras no período de redemocratização e abertura política do Brasil. A revista ficou conhecida, além disso, pela publicação de ensaios, entrevistas e relatos de experiência de ensino. Atualmente é publicada pela Universidade de São Paulo.
Autores que publicaram na Linha D'Água incluem Antonio Candido, Ligia Chiappini Moraes Leite, Fúlvia Rosemberg, Walnice Nogueira Galvão, Maria Helena Martins, Regina Zilberman, Suzi Frankl Sperber, Flávio Aguiar, Jaa Torrano, Alcides Villaça, Dulce Whitaker, Marisa Lajolo, Haquira Osakabe, Diana Luz Pessoa de Barros, João Luiz Lafetá, Willi Bolle, Beth Brait, Maria Thereza Fraga Rocco, Norma Seltzer Goldstein, Veronique Dahlet, Lineide do Lago Salvador Mosca, Leonor Lopes Fávero, Francisco da Silva Borba e Maria Tereza Camargo Biderman. Entre os entrevistados estão Davi Arrigucci Júnior, Paulo Freire, Ferreira Gullar, Antonio Candido, Erhard Engler, João Alexandre Barbosa, Nelly Novaes Coelho, Dino Preti e Maria Helena de Moura Neves.

## Histórico
A revista teve os seguintes editores:
- Ligia Chiappini Moraes Leite – de 1980 (n. 1) a 1983 (n. 3); 1989 (n. 6); 1995 (Número Especial)
- Elza Miné – 1988 (n. 5)
- Salete de Almeida Cara – 1990 (n. 7)
- Norma Seltzer Goldstein – de 1993 (n. 8) a 1996 (n. 10)
- Maria Lúcia da Cunha Victório de Oliveira Andrade – de 1997 (n. 11) a 2001 (n. 15)
- Adélia Maria Mariano da Silva Ferreira – 2003 (n. 16)
- Zilda Gaspar Oliveira de Aquino – de 2004 (n. 17) a 2012 (v. 25, n. 2); 1986 (n. 4)
- Maria Inês Batista Campos – de 2011 (v. 24, n. 2) a 2021 (v. 34, n. 2)
- Paulo Roberto Gonçalves-Segundo – desde 2021 (v. 34, n. 3)